# Calloselasma rhodostoma
Calloselasma rhodostoma är en ormart som beskrevs av Kuhl 1824. Calloselasma rhodostoma är ensam i släktet Calloselasma som ingår i familjen huggormar. IUCN kategoriserar arten globalt som livskraftig.
Arten förekommer på Malackahalvön samt på flera sydostasiatiska öar. Den är med en längd av 1,5 till 3 meter en stor orm. Calloselasma rhodostoma lever i skogar och äter ödlor, andra ormar, småfåglar och mindre däggdjur. Den beskrivs som aggressiv och det giftiga bettet kan innebära mycket allvarliga reaktioner hos människor. Den här huggormen föder inte levande ungar, som är det vanligaste för viperider, utan honan lägger ägg som hon skyddar tills de kläcks.

## Underarter
Arten delas in i följande underarter:
- C. r. rhodostoma
- C. r. annamensis